# Psapharochrus mourei
Psapharochrus mourei är en skalbaggsart som först beskrevs av Dmytro Zajciw 1964.  Psapharochrus mourei ingår i släktet Psapharochrus och familjen långhorningar. Inga underarter finns listade i Catalogue of Life.